# Estelle Parsons
Estelle Parsons (Marblehead, Massachusetts, 20 de noviembre de 1927) es una actriz de teatro, televisión y cine estadounidense ganadora del Óscar a la mejor actriz de reparto en 1967 por su papel de Blanche Barrow en Bonnie and Clyde.
Estudió con Lee Strasberg en el Actor's Studio donde se desempeñó como directora entre 1998 y 2003. Enseñó actuación en la Universidad Yale y en la Universidad de Columbia.
Dos veces nominada para el Premio Óscar de la Academia lo ganó en 1967 por Bonnie and Clyde como actriz de reparto. En 1970 ganó el Laurel Award por Rachel, Rachel dirigida por Paul Newman.
Debutó en teatro (Off-Broadway) en 1961 y en 1963 recibió el Theatre World Award por Whisper into My Good Ear/Mrs. Dally Has a Lover .
Actuó en el estreno estadounidense de Mahagonny de Kurt Weill en 1970 junto a Lotte Lenya.
Obtuvo cuatro nominaciones al Premio Tony del teatro de Broadway y en el 2004 fue incorporada al American Theatre Hall of Fame.
También dirigió producciones de Romeo y Julieta, Macbeth y Así es (si así os parece) de Luigi Pirandello.
Se popularizó en televisión entre 1988 y 1997 en el sitcom Roseanne como Beverly, la madre pretenciosa.
Casada con Richard Gehman entre 1953 y 1958, con quien tuvo dos hijas mellizas y con Peter Zimroth desde 1983.

## Teatro
- Nice Work If You Can Get It (2012)
- Good People (2011)
- August: Osage County (2008)
- Salome (2003)
- Morning's at Seven (2002)
- Un gato del FBI (1997)
- The Shadow Box (1994)
- Shimada (1992)
- Miss Margarida's Way (1990)
- As You Like It (1986)
- Macbeth (1986)
- Romeo and Juliet (1986)
- The Pirates of Penzance (1981)
- Miss Margarida's Way (1977)
- Ladies at the Alamo (1977)
- The Norman Conquests (1975)
- Mert & Phil (1974)
- And Miss Reardon Drinks a Little (1971)
- A Way of Life (1969)
- The Seven Descents of Myrtle (1968)
- Galileo (1967)
- The East Wind (1967)
- Malcolm (1966)
- Ready When You Are, C.B.! (1964)
- Mother Courage and Her Children (1963)
- Beg, Borrow or Steal (1960)
- Whoop-Up (1958)
- Happy Hunting (1956)

## Premios y nominaciones
Premios Óscar
| Año  | Categoría               | Película         | Resultado |
| ---- | ----------------------- | ---------------- | --------- |
| 1968 | Mejor actriz de reparto | Bonnie and Clyde | Ganadora  |
| 1969 | Mejor actriz de reparto | Raquel, Raquel   | Nominada  |